# 油罐车

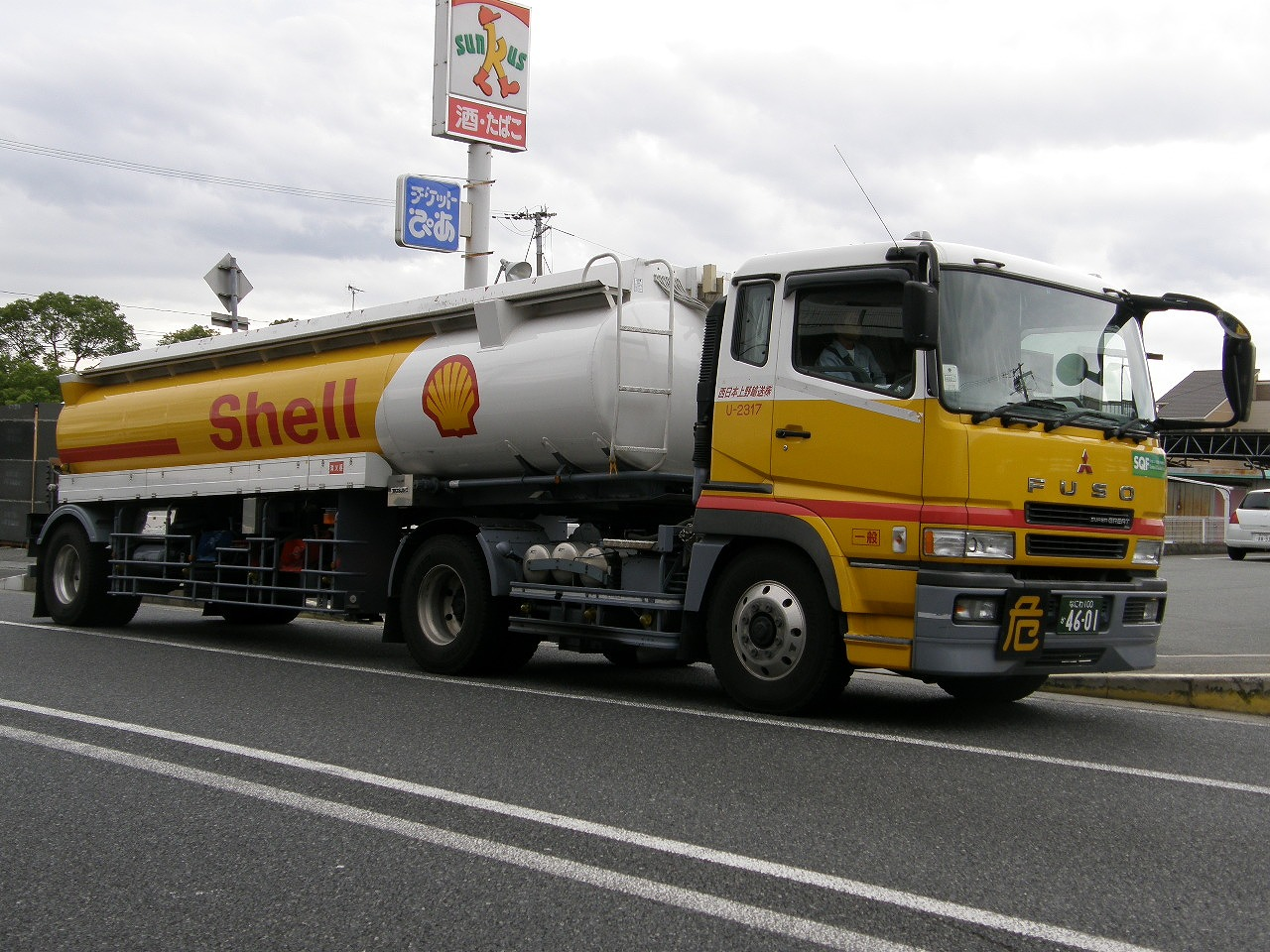
日本油罐车

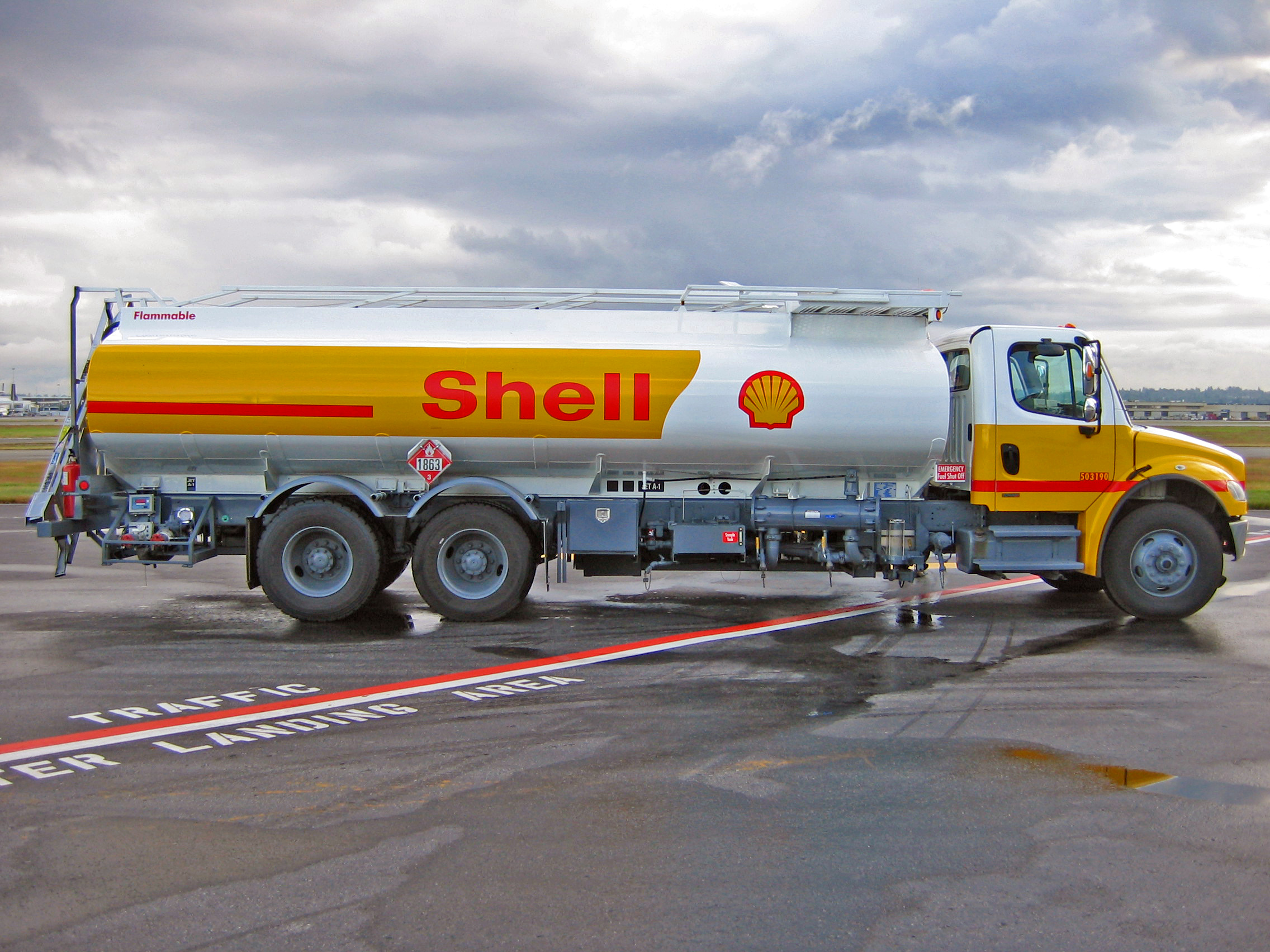
溫哥華國際機場的油罐车

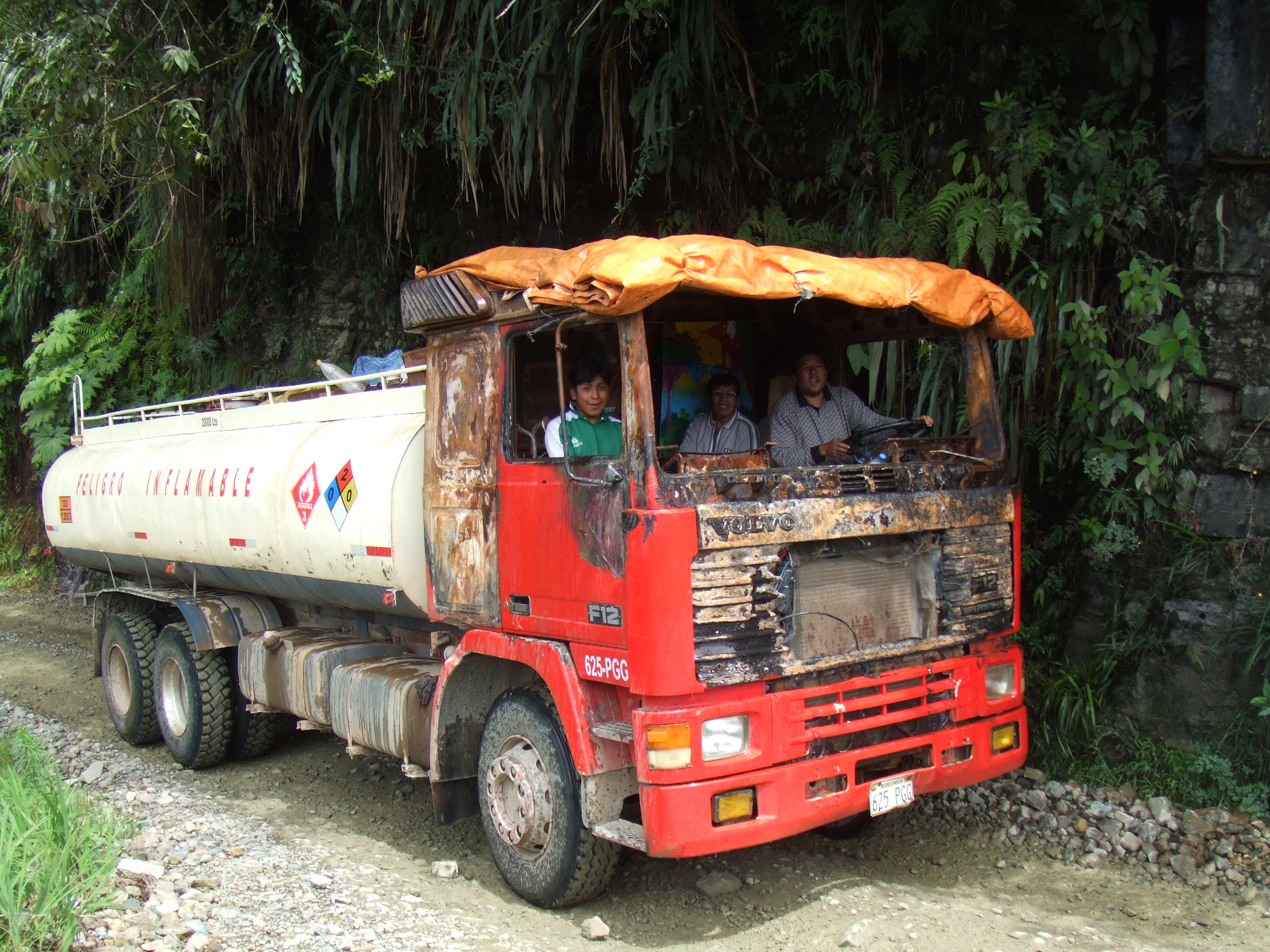
玻利维亚的油罐车

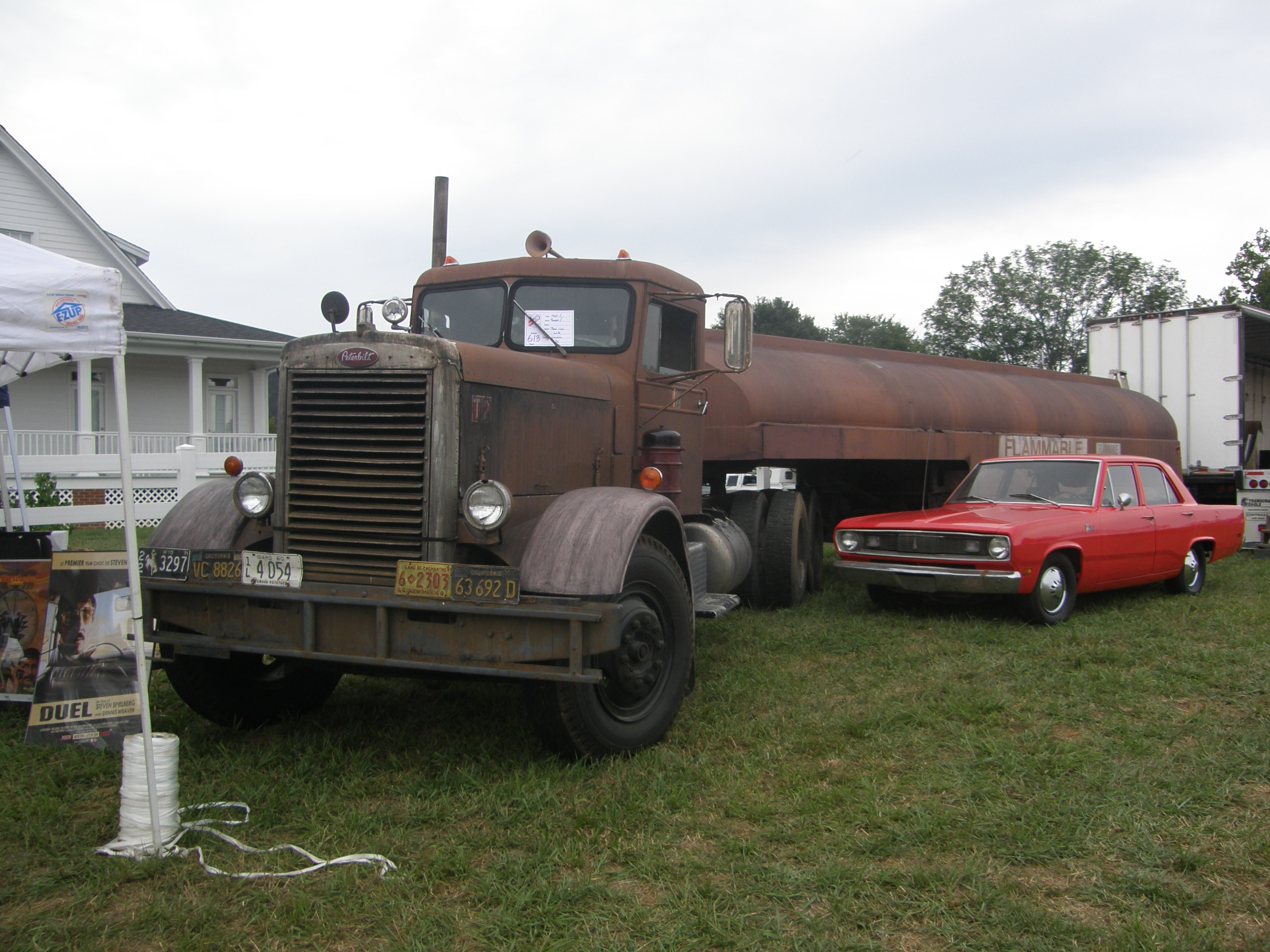
1960 Peterbilt 281油罐车，出自Steven Spielberg导演的1971年电影 Duel 中

油罐车是一种在公路上行驶的用来运输液体、气体燃料的机动车。主要用于石油的衍生品——汽油、柴油、原油、润滑油及煤焦油等产品的运输和储藏。一般容量比较大，分为隔热的或非隔热的，耐压的或非耐压的。由于重力的影响，这类车辆一般比较难驾驶。
在香港，因為油罐車盛載的是易燃品，故此油罐車一概不得駛入任何行車隧道。若需過海，只能由汽車渡輪運載油罐車過海。在台灣，油罐車與其他裝載危險品貨車不能駛入雪山隧道與八卦山隧道這兩座長隧道。

## 型号与体积
根据型号与容量体积的大小，油罐车可以分为大、中、小几种类型。大的车一般能运送5,500至9,000美国加仑 (21,000到34,000L)。
一般车厢是圆柱形或扁圆形的。